# Alessandro Del Piero
Alessandro Del Piero OMRI (Conegliano, 9 de novembro de 1974) é um ex-futebolista italiano que atuava como atacante. É considerado, inclusive por outros jogadores, como um dos maiores futebolistas italianos de todos os tempos.  Também se destaca como um dos maiores cobradores de falta da história do futebol mundial, com 53 gols de falta em toda sua carreira profissional.
Atuou a maior parte de sua carreira na Juventus, onde jogou por 19 anos e conquistou 16 títulos oficiais, sendo considerado o maior ídolo da história do clube por muitos torcedores e pela imprensa. Del Piero detém os recordes de maior artilheiro e de jogador com o maior número de partidas disputadas pela Juventus. Também defendeu a Seleção Italiana e fez parte do grupo que conquistou o tetra na Copa do Mundo de 2006, realizada na Alemanha.
Em 2012, após o seu contrato com a Juventus ter encerrado, o experiente jogador anunciou sua ida para o modesto Sydney, da Austrália. Atuou por duas temporadas e tornou-se o segundo maior artilheiro da história do clube, com 24 gols em 48 jogos. Após deixar o Sydney, Del Piero aceitou outro desafio na carreira, indo jogar no Delhi Dynamos, da Superliga Indiana. Se aposentou dos gramados em 2014, e atualmente exerce a função de comentarista esportivo na Itália.

## Carreira

### Padova
Em 1991, com apenas 16 anos de idade, Alessandro Del Piero passava a receber a sua primeira chance de estar entre os profissionais do Padova. O jovem atacante só estrearia na metade da temporada, já em março de 1992, contra a Messina, em partida válida pela Serie B.
Assim como em sua temporada inicial, em 1992–93, Del Piero ficou muito mais vezes como opção no banco de reservas. No entanto, em suas poucas oportunidades com a camisa do clube, o jogador se destacou. Em partida contra o Ternana, pela Serie B, Del Piero marcou seu primeiro gol como profissional, numa goleada por 5–0. O maior detalhe é que nesse duelo o atacante esteve em campo por apenas 17 minutos e mostrou muito futebol.
As boas atuações pelo Padova despertaram o interesse de um lendário ídolo da Juventus, Giampiero Boniperti, que agilizou a contratação do jogador para o clube de Turim. Assim, Del Piero apenas encerrou a temporada 1992–93 e já deixou a equipe de Vêneto. No total, o atacante atuou em 14 partidas pelo Padova e anotou um gol.

### Juventus
Foi contratado pela Juventus em julho de 1993, clube da qual viria a defender fielmente por dezenove anos seguidos. O atacante rapidamente se integrou à nova equipe e, ainda que não fosse titular, conseguiu ganhar espaço logo na primeira temporada.

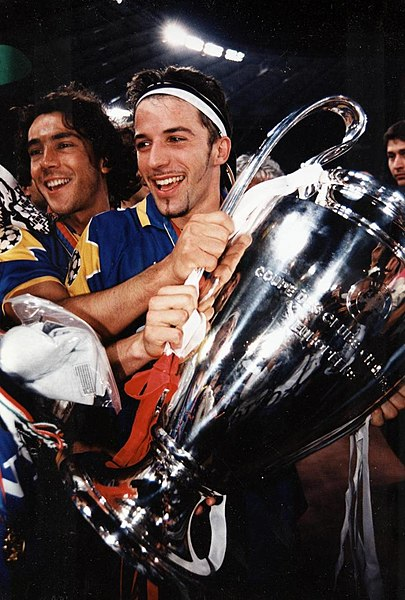
Del Piero e Paulo Sousa comemorando a conquista da Liga dos Campeões em 1996

O jovem Alessandro Del Piero marcou seu primeiro gol na sua segunda partida pela Juventus, uma semana após estrear contra o Foggia. Foi dele o último gol da goleada por 4–0 sobre a Reggiana, no Estádio delle Alpi. Na ocasião, o treinador Giovanni Trapattoni o colocou no decorrer da partida. Além dele, Roberto Baggio, Fabrizio Ravanelli e Andreas Möller também balançaram as redes. Em sua capa, a revista semanal Guerín Sportivo cravou: "É nata una stella (Nasce uma estrela)." A publicação não poderia estar mais certa. Com um bom início, a expectativa era de que Del Piero continuasse no elenco profissional da Juventus, mas não foi isso o que aconteceu. Mesmo contra a vontade de Trapattoni, o jogador foi repassado para a equipe Sub-20 da Velha Senhora. Dessa forma, enquanto esteve na base, o atacante brilhou e venceu o Torneo di Viareggio de 1994 e o Campeonato Italiano Sub-20 do mesmo ano.
Na temporada seguinte, sob o comando de Marcello Lippi, Del Piero recebeu uma oportunidade temporária de estar entre os titulares da Juventus, após lesão de Baggio. Assim, conseguiu desempenhar um bom papel em um ataque com Gianluca Vialli e Fabrizio Ravanelli. Naquele ano, o jogador ajudou sua equipe a faturar o Campeonato Italiano e a Copa da Itália.
Já na temporada 1995–96, Del Piero tornou-se protagonista e faturou o título mais importante de sua equipe, a Liga dos Campões da UEFA. A partir dali, começava sua era de triunfos, sobretudo em nível nacional, quando o jogador venceu os títulos da Serie A nas temporadas de 1996-97, 1997–98, 2001–02, 2002–03 e 2011–12. O atacante foi fundamental em todas essas conquistas, marcando gols decisivos ou distribuindo assistências para os seus companheiros, sempre estando entre os melhores jogadores de cada competição.

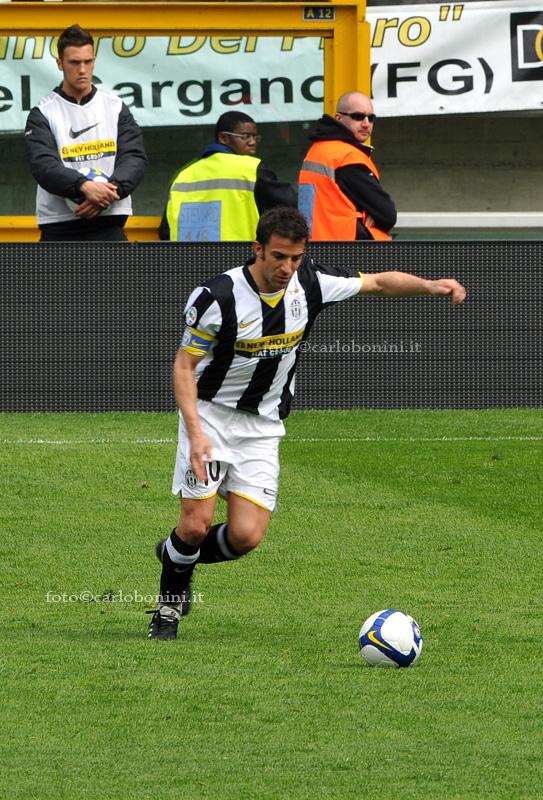
Del Piero numa partida contra o Chievo em 2009

O atacante não abandonou a Juventus quando a mesma caiu para a Serie B em 2005–06 e fez uma grande temporada 2006–07, marcando vinte gols na Serie B, sendo artilheiro do campeonato e ajudando no retorno à Serie A após a Juve ter sido rebaixada no escândalo de manipulações de jogos conhecido como Calciopoli. Apesar da sua idade já avançada, a sua experiência e talento eram fundamentais na equipe de Turim, com destaque. Del Piero marcou 25 gols na temporada 2007–08, sendo 21 deles na Serie A, sagrando-se artilheiro do campeonato mesmo após estar muitos gols atrás de Marco Borriello e David Trezeguet, que disputavam a artilharia desde o começo e acabaram sendo ultrapassados.
No dia 5 de novembro de 2008, em jogo válido pela fase de grupos da Liga dos Campeões, Del Piero marcou dois gols que garantiram a vitória por 2–0 contra o Real Madrid no Santiago Bernabéu. O atacante foi aplaudido de pé pela torcida de Madrid, feito que aconteceu apenas com Diego Maradona, Ronaldinho Gaúcho, Andrés Iniesta e Lionel Messi.
No dia 30 de outubro de 2010, no triunfo por 2–1 contra o Milan, Del Piero chegou ao gol de número 179 na história do Campeonato Italiano e se tornou o maior artilheiro do clube na competição. Bandeira da Juventus, jogador mais querido da torcida Juventina, Del Piero sempre demonstrou muita garra dentro de campo. Um verdadeiro 10, mágico em campo e exemplo de pessoa dentro e fora dele.
Na temporada 2011–12, aos 36 anos, Del Piero afirmou que sonhava em encerrar a carreira na Juventus, mas foi anunciado pelo presidente Andrea Agnelli que não teria seu contrato renovado. Assim, o atacante fez sua despedida diante da torcida no dia 13 de maio de 2012, no Juventus Stadium, contra a Atalanta. O atacante marcou um gol aos 22 minutos do primeiro tempo e ajudou na vitória por 3–1, confirmando de vez o título invicto da Serie A. Foi uma despedida merecida, levantando o troféu de ouro e trazendo a terceira estrela para a camisa bianconera. Já no dia 20 de maio, na final da Copa da Itália, contra o Napoli, Del Piero realizou sua última partida pela Juventus. No entanto, o atacante não teve uma boa atuação e a equipe de Turim acabou perdendo por 2–0.

### Sydney
Em setembro anunciou sua ida para o futebol australiano, sendo contratado pelo Sydney. Por lá atuou por duas temporadas, se tornando o segundo maior artilheiro do clube, com 24 gols em 48 jogos.

### Delhi Dynamos
No final do seu contrato, Del Piero aceitou outro desafio na carreira, indo jogar no no Delhi Dynamos, que disputa a Superliga Indiana. Atuou na equipe por apenas quatro meses, se aposentando no final de 2014.

## Seleção Nacional

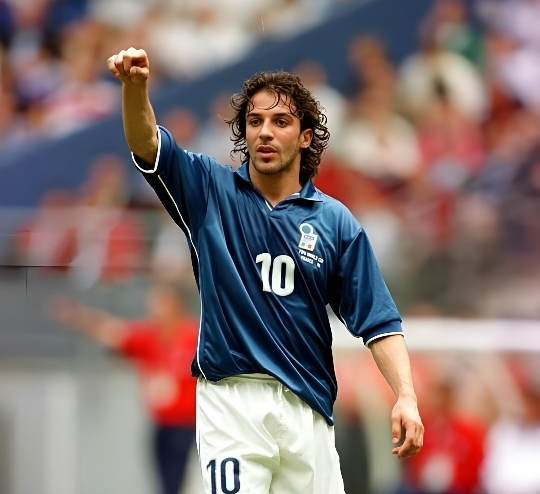
Del Piero atuando na Copa do Mundo de 1998

Após representar a Itália nas categorias de base, recebeu sua primeira convocação para a Seleção Italiana principal em 1995. O atacante foi importantíssimo na Euro 1996, na Copa do Mundo FIFA de 1998 e na Euro 2000 (onde chegou à final). Del Piero também marcou presença na Euro 2004, onde jogou as três partidas da fase final. Dois anos depois, na Copa do Mundo FIFA de 2006, foi super útil à Seleção, marcando gols decisivos como na semifinal contra a Alemanha, na segunda etapa da prorrogação, liquidando de vez qualquer chance de reação dos alemães. Já na final contra a França, converteu um dos pênaltis e ajudou o seu país na conquista do tetracampeonato.
Nas eliminatórias para a Euro de 2008, Del Piero não foi tão importante para a Seleção, muito por culpa do treinador Roberto Donadoni, com quem tinha problemas pessoais. Apesar disso, Donadoni convocou-o para a disputa da Eurocopa em junho, pois ele tinha sido artilheiro da Serie A com 21 gols.

## Estilo de jogo
Um dos jogadores mais queridos pelos italianos, Del Piero podia jogar como um segundo atacante, numa posição que intermedeia o meio-campista e o centroavante. Além de ótimo finalizador, Del Piero tinha várias características interessantes, dada a forma como batia faltas, sempre perigosas (era considerado um dos maiores batedores de faltas da sua geração). Já marcou muitos gols de bola parada devido a esta sua habilidade para a cobrança de faltas. Finalizador nato, tinha um bom instinto de matador que, junto com a técnica aperfeiçoada que possuía, lhe valiam muitos gols.

## Estatísticas
Atualizadas até 19 de outubro de 2014

### Clubes
| Clube             | Temporada         | Campeonato nacional | Campeonato nacional | Copa nacional | Copa nacional | Competições internacionais¹ | Competições internacionais¹ | Supercopa nacional | Supercopa nacional | Total | Total |
| Clube             | Temporada         | Jogos               | Gols                | Jogos         | Gols          | Jogos                       | Gols                        | Jogos              | Gols               | Jogos | Gols  |
| ----------------- | ----------------- | ------------------- | ------------------- | ------------- | ------------- | --------------------------- | --------------------------- | ------------------ | ------------------ | ----- | ----- |
| Padova            | 1991–92           | 4                   | 0                   | —             | —             | —                           | —                           | —                  | —                  | 4     | 0     |
| Padova            | 1992–93           | 10                  | 1                   | —             | —             | —                           | —                           | —                  | —                  | 10    | 1     |
| Padova            | Total             | 14                  | 1                   | —             | —             | —                           | —                           | —                  | —                  | 14    | 1     |
| Juventus          | 1993–94           | 11                  | 5                   | 1             | 0             | 2                           | 0                           | —                  | —                  | 14    | 5     |
| Juventus          | 1994–95           | 29                  | 8                   | 10            | 1             | 11                          | 1                           | —                  | —                  | 50    | 10    |
| Juventus          | 1995–96           | 29                  | 6                   | 2             | 1             | 11                          | 6                           | 1                  | 0                  | 43    | 13    |
| Juventus          | 1996–97           | 22                  | 8                   | 4             | 0             | 9                           | 7                           | —                  | —                  | 35    | 15    |
| Juventus          | 1997–98           | 32                  | 21                  | 4             | 1             | 10                          | 10                          | 1                  | 0                  | 47    | 32    |
| Juventus          | 1998–99           | 8                   | 2                   | 1             | 0             | 4                           | 0                           | 1                  | 1                  | 14    | 3     |
| Juventus          | 1999–00           | 34                  | 9                   | 2             | 1             | 9                           | 2                           | —                  | —                  | 45    | 12    |
| Juventus          | 2000–01           | 25                  | 9                   | 2             | 0             | 6                           | 0                           | —                  | —                  | 33    | 9     |
| Juventus          | 2001–02           | 32                  | 16                  | 4             | 1             | 10                          | 4                           | —                  | —                  | 46    | 21    |
| Juventus          | 2002–03           | 24                  | 16                  | —             | —             | 13                          | 5                           | 1                  | 2                  | 38    | 23    |
| Juventus          | 2003–04           | 22                  | 8                   | 4             | 3             | 4                           | 3                           | 1                  | 0                  | 31    | 14    |
| Juventus          | 2004–05           | 30                  | 14                  | 1             | 0             | 10                          | 3                           | —                  | —                  | 41    | 17    |
| Juventus          | 2005–06           | 33                  | 12                  | 4             | 5             | 7                           | 3                           | 1                  | 0                  | 45    | 20    |
| Juventus          | 2006–07           | 35                  | 20                  | 2             | 3             | —                           | —                           | —                  | —                  | 37    | 23    |
| Juventus          | 2007–08           | 37                  | 21                  | 4             | 3             | —                           | —                           | —                  | —                  | 41    | 24    |
| Juventus          | 2008–09           | 31                  | 13                  | 3             | 2             | 9                           | 6                           | —                  | —                  | 43    | 21    |
| Juventus          | 2009–10           | 23                  | 9                   | 1             | 2             | 5                           | 0                           | —                  | —                  | 29    | 11    |
| Juventus          | 2010–11           | 33                  | 8                   | 2             | 0             | 10                          | 3                           | —                  | —                  | 45    | 11    |
| Juventus          | 2011–12           | 23                  | 3                   | 5             | 2             | —                           | —                           | —                  | —                  | 28    | 5     |
| Juventus          | Total             | 513                 | 208                 | 56            | 25            | 130                         | 53                          | 6                  | 4                  | 705   | 290   |
| Sydney            | 2012–13           | 24                  | 14                  | —             | —             | —                           | —                           | —                  | —                  | 24    | 14    |
| Sydney            | 2013–14           | 24                  | 10                  | —             | —             | —                           | —                           | —                  | —                  | 24    | 10    |
| Sydney            | Total             | 48                  | 24                  | —             | —             | —                           | —                           | —                  | —                  | 48    | 24    |
| Delhi Dynamos     | 2014              | 2                   | 0                   | —             | —             | —                           | —                           | —                  | —                  | 2     | 0     |
| Delhi Dynamos     | Total             | 2                   | 0                   | —             | —             | —                           | —                           | —                  | —                  | 2     | 0     |
| Total na carreira | Total na carreira | 563                 | 232                 | 56            | 25            | 130                         | 53                          | 6                  | 4                  | 755   | 314   |

¹Na categoria Competições internacionais estão incluídos jogos da Liga dos Campeões da UEFA, Copa da UEFA, Supercopa da UEFA, Copa Intertoto da UEFA e Copa Intercontinental

## Títulos
Juventus
- Serie A:[nota 1] 1994–95, 1996–97, 1997–98, 2001–02, 2002–03 e 2011–12
- Copa da Itália: 1994–95
- Supercopa da Itália: 1995, 1997, 2002 e 2003
- Liga dos Campeões da UEFA: 1995–96
- Copa Intercontinental: 1996
- Supercopa da UEFA: 1996
- Copa Intertoto da UEFA: 1999
- Serie B: 2006–07

Seleção Italiana
- Copa do Mundo FIFA: 2006

### Prêmios individuais
- Equipe do Ano da European Sports Magazines: 1995–96, 1996–97 e 1997–98
- Troféu Bravo: 1996
- Jogador mais valioso da Copa Intercontinental: 1996
- Oscar del Calcio - Melhor jogador italiano: 1998 e 2008
- FIFA 100[26]
- Golden Foot: 2007
- Lendas do Futebol (IFFHS)[27]

### Artilharias
- Torneio da França: 1997 (3 gols)
- Liga dos Campeões da UEFA: 1997–98 (10 gols)
- Copa da Itália: 2005–06 (5 gols)
- Serie B: 2006–07 (20 gols)
- Serie A: 2007–08 (21 gols)